# Liste de films tournés à San Francisco
Ceci est une liste de films tournés à San Francisco. Elle ne prétend pas être exhaustive, et ne liste que des films ayant été essentiellement tournés à San Francisco, du moins pour leurs scènes extérieures. Ont été exclus de cette liste les films ayant San Francisco pour décor mais n'y ayant pas été tourné, tels San Francisco, Le Faucon maltais ou X-Men : L'Affrontement final. La date de sortie en salles est la première date de sortie mondiale.
| Sorti en | Titre                                    | Titre original (si différent)  | Commentaires |
| -------- | ---------------------------------------- | ------------------------------ | --- |
| 1934     | Fog Over Frisco                          |                                | Réalisé par William Dieterle, avec Bette Davis et Donald Woods. |
| 1935     | Ville sans loi                           | Barbary Coast                  | Réalisé par Howard Hawks, avec Miriam Hopkins et Edward G. Robinson. |
| 1936     | Nick, gentleman détective                | After the Thin Man             | Réalisé par W. S. Van Dyke, avec William Powell et Myrna Loy. |
| 1947     | La Dame de Shanghai                      | The Lady from Shanghai         | Réalisé par Orson Welles, avec Orson Welles et Rita Hayworth. |
| 1948     | Les Passagers de la nuit                 | Dark Passage                   | Réalisé par Delmer Daves, avec Humphrey Bogart et Lauren Bacall. L'immeuble du 1360 Montgomery Street, où se situe l'appartement de Lauren Bacall, sur Telegraph Hill, a été construit en 1937. C'est un exemple typique d'architecture moderne américaine. |
| 1949     | Les Bas-fonds de Frisco                  | Thieves' Highway               | Réalisé par Jules Dassin, avec Richard Conte, Lee J. Cobb, Valentina Cortese et Barbara Lawrence. |
| 1950     | Mort à l'arrivée                         | D.O.A.                         | Réalisé par Rudolph Maté, avec Edmond O'Brien et Pamela Britton. |
| 1951     | La Maison sur la colline                 | The House on Telegraph Hill    | Réalisé par Robert Wise, avec Richard Basehart, Valentina Cortese et William Lundigan. |
| 1957     | La Blonde ou la Rousse                   | Pal Joey                       | Réalisé par George Sidney, avec Rita Hayworth et Frank Sinatra. |
| 1958     | Sueurs froides                           | Vertigo                        | Réalisé par Alfred Hitchcock, avec James Stewart et Kim Novak. De nombreuses scènes en extérieur tournées sur Nob Hill et au California Palace of the Legion of Honor. |
| 1962     | Le Prisonnier d'Alcatraz                 | The Birdman of Alcatraz        | Réalisé par John Frankenheimer, avec Burt Lancaster et Karl Malden. |
| 1968     | Bullitt                                  |                                | Réalisé par Peter Yates, avec Steve McQueen et Jacqueline Bisset. Steve McQueen pilota lui-même la Ford Mustang de son personnage dans la fameuse poursuite du film. |
| 1968     | Un amour de Coccinelle                   | The Love Bug                   | Réalisé par Robert Stevenson, avec Dean Jones et David Tomlinson. |
| 1969     | Prends l'oseille et tire-toi             | Take the Money and Run         | De et avec Woody Allen. |
| 1971     | L'Inspecteur Harry                       | Dirty Harry                    | Réalisé par Don Siegel avec Clint Eastwood. |
| 1973     | Conversation secrète                     | The Conversation               | Réalisé par Francis Ford Coppola, avec Gene Hackman. |
| 1973     | Le Flic ricanant                         | The Laughing Policeman         | Réalisé par Stuart Rosenberg, avec Walter Matthau, Bruce Dern et Louis Gossett Jr.. |
| 1973     | Magnum Force                             |                                | Réalisé par Ted Post, avec Clint Eastwood, qui reprend du service dans la peau de l'Inspecteur Harry. |
| 1974     | Le Nouvel Amour de Coccinelle            | Herbie Rides Again             | Réalisé par Robert Stevenson, avec Ken Berry et Stefanie Powers. |
| 1974     | La Tour infernale                        | The Towering Inferno           | Réalisé par John Guillermin avec Paul Newman, Steve McQueen, William Holden, Fred Astaire, Faye Dunaway. |
| 1976     | L'inspecteur ne renonce jamais           | The Enforcer                   | Réalisé par James Fargo, avec Clint Eastwood. |
| 1978     | L'Invasion des profanateurs              | Invasion of the Body Snatchers | Réalisé par Philip Kaufman, avec Donald Sutherland, Brooke Adams, Leonard Nimoy et Jeff Goldblum. Remake du film de Don Siegel de 1956. |
| 1979     | L'Évadé d'Alcatraz                       | Escape from Alcatraz           | Réalisé par Don Siegel, avec Clint Eastwood. Inspiré de la tentative d'évasion de 1962. |
| 1982     | 48 Heures                                | 48 Hrs.                        | Le succès de ce film de Walter Hill avec Nick Nolte et Eddie Murphy donnera lieu à une suite, 48 Heures de plus. |
| 1983     | Le Retour de l'inspecteur Harry          | Sudden Impact                  | Réalisé par Clint Eastwood, avec Clint Eastwood et Sondra Locke. |
| 1984     | The Times of Harvey Milk                 |                                | Documentaire réalisé par Rob Epstein sur le superviseur Harvey Milk, assassiné avec le maire de San Francisco George Moscone en 1978. Oscar du meilleur film documentaire en 1985. |
| 1985     | Dangereusement vôtre                     | A View to A Kill               | Réalisé par John Glen, avec Roger Moore et Christopher Walken. Le dernier James Bond de Roger Moore. |
| 1986     | Star Trek 4 : Retour sur Terre           | Star Trek IV: The Voyage Home  | Réalisé par Leonard Nimoy, avec lui-même et William Shatner. |
| 1988     | Presidio, base militaire, San Francisco  | The Presidio                   | Réalisé par Peter Hyams, avec Meg Ryan et Sean Connery. Situé sur la base militaire du Presidio, qui fermera quelques années plus tard. |
| 1988     | L'inspecteur Harry est la dernière cible | The Dead Pool                  | Réalisé par Buddy Van Horn, avec Clint Eastwood. Le dernier film de la série. |
| 1990     | 48 heures de plus                        | Another 48 Hrs.                | Réalisé par Walter Hill, avec Nick Nolte et Eddie Murphy. |
| 1990     | Fenêtre sur Pacifique                    | Pacific Heights                | Réalisé par John Schlesinger, avec Michael Keaton, Melanie Griffith et Matthew Modine. |
| 1992     | Kuffs                                    |                                | Réalisé par Bruce A. Evans, avec Christian Slater. |
| 1992     | Basic Instinct                           |                                | Réalisé par Paul Verhoeven, avec Michael Douglas et Sharon Stone. |
| 1993     | Dogfight                                 |                                | Réalisé par Nancy Savoca, avec River Phoenix et Lili Taylor. |
| 1993     | Quand Harriet découpe Charlie !          | So I Married an Axe Murderer   | Réalisé par Thomas Schlamme, avec Mike Myers, Nancy Travis et Anthony LaPaglia. |
| 1993     | Madame Doubtfire                         | Mrs. Doubtfire                 | Réalisé par Chris Columbus, avec Robin Williams, Sally Field et Pierce Brosnan. |
| 1995     | Meurtre à Alcatraz                       | Murder in the First            | Réalisé par Marc Rocco, avec Christian Slater et Kevin Bacon. |
| 1996     | Rock                                     | The Rock                       | Réalisé par Michael Bay, avec Nicolas Cage et Sean Connery. |
| 1997     | Little City                              |                                | Réalisé par Roberto Benabib, avec Jon Bon Jovi, Penelope Ann Miller, Josh Charles et Annabella Sciorra. |
| 1997     | The Game                                 |                                | Réalisé par David Fincher, avec Michael Douglas et Sean Penn. |
| 1997     | Le Flic de San Francisco                 | Metro                          | Réalisé par Thomas Carter, avec Eddie Murphy. |
| 1999     | En direct sur Edtv                       | EdTV                           | Réalisé par Ron Howard, avec Matthew McConaughey, Jenna Elfman et Woody Harrelson. |
| 1999     | Le Célibataire                           | The Bachelor                   | Réalisé par Gary Sinyor, avec Chris O'Donnell et Renée Zellweger. |
| 2000     | North Beach                              |                                | Réalisé par Jed Mortenson et Richard Speight Jr., avec et écrit par Casey Peterson. |
| 2001     | Sweet November                           |                                | Réalisé par Pat O'Connor avec Keanu Reeves et Charlize Theron. |
| 2001     | Un mariage trop parfait                  | The Wedding Planner            | Réalisé par Adam Shankman, avec Jennifer Lopez et Matthew McConaughey. |
| 2003     | The Wild Parrots of Telegraph Hill       |                                | Documentaire réalisé par Judy Irving, chroniquant la passion de Mark Bittner pour les perroquets sauvages de San Francisco. |
| 2003     | The Room                                 |                                | Réalisé Par Tommy Wiseau, avec Greg Sestero et Tommy Wiseau. L'intrigue se déroule dans l'un des quartiers de la ville |
| 2004     | Sucker Free City                         |                                | Réalisé par Spike Lee, avec Ben Crowley, Ken Leung et Anthony Mackie. Tourné dans les quartiers de Bayview, Mission et Chinatown, ce film était en fait un pilote pour une série potentielle proposée à la chaîne du câble américaine Showtime, mais qui ne sera pas achetée par la suite. |
| 2004     | Instincts meurtriers                     | Twisted                        | Réalisé par Philip Kaufman, avec Ashley Judd, Andy García et Samuel L. Jackson. |
| 2005     | Et si c'était vrai...                    | Just Like Heaven               | Réalisé par Mark Waters, avec Reese Witherspoon et Mark Ruffalo, adapté d'un roman de Marc Lévy. |
| 2005     | 24 hrs. on craigslist                    |                                | Documentaire réalisé par Michael Ferris Gibson sur le personnel et les utilisateurs du site communautaire craigslist. |
| 2006     | The Bridge                               |                                | Documentaire réalisé par Eric Steel sur les suicides à partir du Golden Gate Bridge. |
| 2006     | À la recherche du bonheur                | The Pursuit of Happyness       | Réalisé par Gabriele Muccino, avec Will Smith, Thandie Newton et Jaden Smith. |
| 2007     | Zodiac                                   |                                | Réalisé par David Fincher, avec Jake Gyllenhaal, Robert Downey Jr. et Mark Ruffalo. Auparavant titré Chronicles, ce film tourné en 2005 et sorti en 2007 retrace l'enquête sur une série de meurtres commis dans la région de la Baie de San Francisco en 1968 et 1969 et toujours non élucidés à ce jour. L'auteur présumé de ces meurtres a signé ses lettres à la presse « le Zodiac » (« The Zodiac »). |
| 2008     | Harvey Milk                              |                                | Réalisé par Gus Van Sant. Oscar du meilleur acteur pour Sean Penn. |
| 2016     | Summertime                               | L'Estate addosso               | Réalisé par Gabriele Muccino. |
| 2019     | The Last Black Man in San Francisco      |                                | Réalisé par Joe Talbot, avec Jimmie Fails, Jonathan Majors et Danny Glover. |